# Juan Gómez-Cornejo
Juan Gómez-Cornejo Sánchez (Valdepeñas, 20 de febrero de 1957) es un diseñador de iluminación de teatro, danza, ópera, zarzuela y musicales español. En 2011 fue galardonado con el Premio Nacional de Teatro.

## Biografía
Nació en Valdepeñas (Ciudad Real) y estudió en el Instituto Bernardo de Balbuena de la misma ciudad. Se trasladó a Madrid en 1976 con una beca salario para hacer Magisterio, carrera que abandonó en su último año para dedicarse al diseño de iluminación en el ámbito teatral.
Profesional del teatro desde 1980, como diseñador de iluminación y director técnico. Fue director técnico de la Sala Olimpia para del Centro Dramático Nacional, y del Teatro Central de Sevilla.
Entre 1990 y 1992 se hizo cargo del asesoramiento de la construcción y posterior dirección técnica del Teatro Central de Sevilla junto a Cayetano Astiaso y Francesc Permanyer. En este campo, también ha trabajado en la reconversión de edificios en espacios escénicos para la empresa Stolle, junto a José Luis Tamayo; entre los ejemplos más importantes se pueden citar el Teatro de la Abadía o el Teatre Lliure de Barcelona.
Gómez-Cornejo es fundador de la Asociación de Autores de Iluminación y presidente del 2012 al 2021, y miembro de la Academia de las Artes Escénicas de España. También ha colaborado en la formación de varias generaciones de profesionales en este ámbito. Participa como autor en la publicación del libro titulado La luz melodía del arte escénico.

## Trabajos de diseño de iluminación
Su formación autodidacta se fue forjando a través del contacto con las compañías extranjeras y españolas de teatro contemporáneo que acudieron a partir de la década de 1980 a la Sala Olimpia tanto como Centro Cultural La Corrala como con la programación del Centro Nacional de Nuevas Tendencias Escénicas dirigido por Guillermo Heras, y Centro Dramático Nacional. Siguió luego un periodo de adaptación e investigación en el campo de la iluminación espectacular, aportando a sus diseños aquellos adelantos que permiten una mayor eficiencia lumínica y mayores posibilidades en la puesta en escena.
Así, quedaría definido su estilo por la capacidad de adaptarse a cada disciplina, respetando las propuestas escénicas y estéticas de los directores de escena; creando ambientes y espacios acordes a esas propuestas, convirtiendo el fenómeno de la iluminación en un personaje más dentro de la narración teatral, e imprimiendo en todos ellos un sello propio.  
Su capacidad de investigación le ha llevado a trabajar e investigar en el site-specific participando en 2020 en el Festival de Iluminación Umbray el 2023 en Luz Madrid

## Premios y reconocimientos

### Distinciones
| Año  | Distinción                                                                           |
| ---- | ------------------------------------------------------------------------------------ |
| 2024 | Medalla de Oro al Mérito de las Bellas Artes 2023.                                   |
| 2024 | Hijo predilecto de Valdepeñas 2024.                                                  |
| 2017 | Medalla al Mérito Cultural en las Artes Escénicas y la Música de Castilla-La Mancha. |
| 2011 | Premio Nacional de Teatro.                                                           |
| 2010 | Medalla de las Bellas Artes Gregorio Prieto.                                         |

### Premios
| Año  | Premio                                                 | Título                                                      |
| ---- | ------------------------------------------------------ | ----------------------------------------------------------- |
| 2022 | Premios Teatre Musical en Catalunya, Mejor Iluminación | Company                                                     |
| 2019 | Premios ADE Rogelio de Egusquiza, Mejor Iluminación    | Lehman Trilogy                                              |
| 2014 | Premio ADE, Mejor Iluminación                          | Los Justos, La verdad sospechosa y el viaje a ninguna parte |
| 2012 | Premio Ceres, Mejor Iluminación                        | La Loba y Grooming                                          |
| 2010 | Premio ADE, Rogelio de Egusquiza                       | Rey Lear                                                    |
| 2005 | Premio ADE, Rogelio de Egusquiza                       | Infierno                                                    |

### Premios Max
| Año  | Categoría         | Título                   | Resultado |
| ---- | ----------------- | ------------------------ | --------- |
| 2019 | Mejor iluminación | Lehman Trilogy           | Finalista |
| 2016 | Mejor iluminación | Los hermanos Karamazov   | Finalista |
| 2015 | Mejor iluminación | Fausto                   | Ganador   |
| 2013 | Mejor iluminación | La vida es sueño         | Finalista |
| 2012 | Mejor iluminación | La caída de los dioses   | Finalista |
| 2010 | Mejor iluminación | Hamlet                   | Finalista |
| 2009 | Mejor iluminación | Barroco                  | Ganador   |
| 2008 | Mejor iluminación | Cyrano de Bergerac       | Finalista |
| 2007 | Mejor iluminación | Divinas palabras         | Ganador   |
| 2005 | Mejor iluminación | Doña Rosita la soltera   | Finalista |
| 2004 | Mejor Iluminación | El burlador de Sevilla   | Finalista |
| 2003 | Mejor Iluminación | La gaviota               | Finalista |
| 2002 | Mejor Iluminación | Panorama desde el puente | Ganador   |
| 2001 | Mejor Iluminación | El verdugo               | Finalista |